# Regolamento Roma II
Il regolamento Roma II, ufficialmente regolamento (CE) n. 864/2007, è un regolamento dell'Unione europea entrato in vigore l'11 gennaio 2009, che disciplina l'individuazione della legge applicabile in caso di conflitto di leggi in materia di obbligazioni extracontrattuali in materia civile e commerciale.

## Diritto internazionale privato e regolamento Roma II
Il regolamento Roma II fa parte di una serie di atti adottati dall'Unione europea in materia di diritto internazionale privato. Regola l'individuazione della legge applicabile in materia di fatti illeciti, costituendo un'evoluzione rispetto alla precedente disciplina, in cui ogni Stato disciplinava la materia con norme di conflitto di fonte interna, a volte molto diverse fra loro. Il regolamento ha carattere universale, nel senso che la legge individuata può essere anche quella di uno Stato terzo. Fa salva l'applicazione di norme di conflitto speciali contenute in misure legislative dell'Unione e in Convenzioni internazionali anteriori. Nei suoi confronti, l'art.62 della legge 218 del 1995, fonte interna italiana, si occupa della disciplina delle sole materie non disciplinate dal regolamento.

## Ambito di applicazione
Innanzitutto si deve segnalare che la Danimarca non partecipa a questo regolamento, che quindi non si applica in Danimarca.
L'art. 1 del Regolamento stabilisce che la normativa si applicherà alle obbligazioni extracontrattuali in materia civile e commerciale.
Il medesimo articolo esclude però dall'ambito di applicazione:
- materie fiscali, doganali o amministrative

- responsabilità dello Stato per atti od omissioni nell'esercizio di pubblici poteri (acta iure imperii).

## Disciplina
Ai sensi dell'art.4, la legge applicabile alle obbligazioni extracontrattuali per fatto illecito è quella del Paese in cui si è verificato il danno, senza quindi considerare il Paese in cui è stato commesso il fatto che ha causato il danno, né quelli in cui si sono verificate le conseguenze indirette del medesimo. A questa regola generale, il punto 2 aggiunge una riserva: se le parti (presunto responsabile e parte lesa) risiedono nello stesso Paese, si applicherà tale legge. Infine, il punto 3 introduce una clausola di salvaguardia, indicando che, se dal complesso delle circostanze dovesse risultare che il fatto illecito presenta collegamenti più stretti con un altro Paese, si applicherà tale legge. Ad esempio, un collegamento potrebbe derivare da un contratto fra le parti cui è legato l'illecito: in questo caso, la legge applicabile al contratto si applicherà anche all'illecito. 
Il regolamento aggiunge una serie di regole speciali, che si occupano di particolari tipologie di illecito. Queste norme seguono i principi del diritto internazionale privato (certezza, prevedibilità e prossimità) e possiedono una caratteristica peculiare: in alcuni casi, non consentono la electio iuris, cioè la deroga mediante accordo fra le parti. Un esempio è la norma sulla concorrenza sleale.  
Le parti possono, mediante electio iuris, derogare alla maggior parte delle norme del regolamento (art.14). A questo fine, è necessario che esse si accordino sulla legge da applicare. Peraltro, non è necessaria una forma particolare, potendo anche risultare dalle circostanze, ma la scelta deve risultare univoca. Resta salva la possibilità che si applichino le norme imperative di uno Stato diverso da quello scelto, con cui il fatto possegga legami stretti.  
Il lavoro dell'interprete e del giudice si deve basare anche sullo studio della norma straniera e della norma del luogo dove si è verificato il fatto. L'art.15 indica poi tutte le questioni che la legge scelta o richiamata deve disciplinare. Fra queste, la natura, limitazione o esclusione della responsabilità, i criteri legali per la valutazione del danno e i provvedimenti che il giudice può adottare.  
Vi è infine il tema dell'ordine pubblico (art.26), un limite all'applicazione della norma individuata che prende le mosse dai valori e principi fondamentali del Paese del foro. L'applicazione della legge individuata non pregiudica la valutazione di questo limite, che dovrà essere svolta con grande cautela, essendo un concetto ampio, relativo e suscettibile di ristretta interpretazione. Bisognerà quindi indagare l'oggetto e le finalità della norma per capire se l'eventuale applicazione della legge straniera possa violare i valori imprescindibili del foro. L'ordine pubblico è valutato in relazione allo Stato nel cui ordinamento giuridico la norma farà ingresso, ma tecnicamente non è fatto divieto di valutare anche l'ordine pubblico di altri Paesi terzi, come quello della legge selezionata o del luogo in cui è avvenuto il fatto, sempre che vi siano dei legami con i valori del foro.  

## Norme di applicazione necessaria
Le norme di applicazione necessaria sono le norme di un ordinamento, la cui applicazione non può essere esclusa, al fine di garantire la tutela di interessi imperativi. Ciascun ordinamento esige che le proprie norme di applicazione necessaria prevalgano sulle norme straniere applicabili in base al diritto internazionale privato.
L'Articolo 16 del Regolamento prevede che si applichino sempre le disposizioni della legge del foro che siano di applicazione necessaria alla situazione, quale che sia la legge applicabile all'obbligazione extracontrattuale.